# Megőrülök érted (televíziós sorozat)
A Megőrülök érted (eredeti cím: Mad About You) egy amerikai televíziós sorozat, amelyet az NBC csatornán sugároztak 1992. szeptember 23. és 1999. május 24. között. Megjelent DVD-n és jelenleg is a világ több pontján sugározták. Magyarországon a Sorozat+, a Cool TV, a 2008. április 2-ai indulásakor a TV6, a szintén ekkor indult Poén!, 2011. június 14-én pedig a Filmmúzeum mutatta be.
A sorozat a Paul Reiser és Helen Hunt által játszott friss házasokról szól, helyszíne pedig New York. Reiser játssza a dokumentumfilm-készítő Paul Buchmant, Hunt pedig a PR szakember Jamie Stemple Buchmant. A sorozat vége fele a párnak születik egy lánya, akit Mabelnek hívnak. A sorozat főként a friss házasok mindennapi küzdelmeiről - az apróktól egészen a nagyobbakig - szól humoros formában.
Helen Hunt és Paul Reiser a sorozat utolsó évadában már 1 millió dollárt kapott részenként, de a nézettség meredeken zuhant.
A sorozat főcímdalát, Final Frontier, Reiser és Don Was szerezte. A dalt eredetileg Andrew Gold énekelte, de az 1997-es évad közepétől Anita Baker előadásában készült változat szerepelt a sorozatban. Ez a változat szerepel a sorozat filmzenéit tartalmazó albumon is. Gold változata a Thank You For Being A Friend: The Best Of Andrew Gold című albumon található.

## Főszereplők
| Szereplő              | Színész        | Magyar hang       |
| --------------------- | -------------- | ----------------- |
| Paul Buchman          | Paul Reiser    | Kárpáti Levente   |
| Jamie Stemple Buchman | Helen Hunt     | Kökényessy Ági    |
| Lisa Stemple          | Anne Ramsay    | Farkasinszky Edit |
| Fran Devanow          | Leila Kenzle   | Solecki Janka     |
| Dr. Mark Devanow      | Richard Kind   | Holl Nándor       |
| Ira Buchman           | John Pankow    | Szokol Péter      |
| Sylvia Buchman        | Cynthia Harris |                   |
| Burt Buchman          | Louis Zorich   |                   |
| Debbie Buchman        | Robin Bartlett |                   |
| Jay Selby             | Tommy Hinkley  |                   |

### Rendszeres vendégek
- Judy Geeson (Maggie Conway, angol szomszéd)
- Paxton Whitehead (Maggie első és harmadik férje, Hal)
- Jim Piddock (Maggie második férje, Hal)
- Lisa Kudrow (Ursula Buffay)
- Suzie Plakson (Dr. Joan Golfinos)
- Hank Azaria (Nat Ostertag)
- Mo Gaffney (Dr. Sheila Kleinman)
- Nancy Dussault (Theresa Stemple 1992)
- Penny Fuller (Theresa Stemple 1993-1996)
- Carol Burnett (Theresa Stemple 1996-1999)
- Carroll O'Connor (Gus Stemple, Jamie apja 1996-1999)
- Patrick Bristow (Troy)

### Vendégsztárok
- John Astin
- Kevin Bacon
- Christie Brinkley
- Garth Brooks
- Mel Brooks
- Steve Buscemi
- Sid Caesar
- Dan Castellaneta
- Ellen DeGeneres
- Patrick Ewing
- Janeane Garofalo mint Mabel Buchman
- John Gegenhuber mint Dr. Ben in "The Birth"
- Al Gore
- Seth Green
- Billy Joel
- Nathan Lane
- Cyndi Lauper nyert egy Emmy-t
- Eugene Levy
- Jerry Lewis
- Mark McGwire
- Larry Miller
- Yoko Ono
- Paul Parducci mint (Dante)
- Regis Philbin
- Carl Reiner (mint Alan Brady)
- Michael Richards
- Alan Ruck
- Jerry Seinfeld
- Eric Stoltz
- Patrick Warburton
- Bruce Willis
- Steven Wright
- Andre Agassi

## Epizódok
| Évad | Évad | Epizódok | Eredeti sugárzás     | Eredeti sugárzás   | Eredeti adó |
| Évad | Évad | Epizódok | Évadpremier          | Évadfinálé         | Eredeti adó |
| ---- | ---- | -------- | -------------------- | ------------------ | ----------- |
|      | 1'   | 22       | 1992. szeptember 23. | 1993. május 22.    | NBC         |
|      | 2    | 25       | 1993. szeptember 16. | 1994. május 19.    | NBC         |
|      | 3    | 24       | 1994. szeptember 22. | 1995. május 18.    | NBC         |
|      | 4    | 24       | 1995. szeptember 24. | 1996. május 19.    | NBC         |
|      | 5    | 24       | 1996. szeptember 17. | 1997. május 20.    | NBC         |
|      | 6    | 23       | 1997. szeptember 23. | 1998. május 19.    | NBC         |
|      | 7    | 22       | 1998. szeptember 22. | 1999. május 24.    | NBC         |
|      | 8    | 12       | 2019. november 20.   | 2019. december 18. | Spectrum    |

## Díjak
A Megőrülök érted (Mad About You) egy Golden Globe-díjat, egy Peabody díjat, egy Genesis díjat, öt Emmy-díj jelölést kapott a Kiváló Vígjátéksorozat (Outstanding Comedy Series) kategóriában, és a Legjobb minőségi vígjátékának (Best Quality Comedy) választották a Nézők a minőségi televízióért (Viewers For Quality Television).